# Salto (Montalegre)
Salto is een plaats (freguesia) in de Portugese gemeente Montalegre en telt 1867 inwoners (2001).